# Giuseppe Bettiol
Giuseppe Maria Bettiol (Cervignano del Friuli, 26 settembre 1907 – Padova, 29 maggio 1982) è stato un giurista e politico italiano.

## Docenza universitaria
Laureato in Giurisprudenza, svolse l'attività di docente di diritto e procedura penale presso le Università di Urbino, Cagliari, Trieste e di Padova, dove insegnò dal 1943 al 1982. Ha scritto:
- Colpevolezza normativa e pena retributiva;
- Diritto penale: parte generale. Leggi e Legislazioni;
- L'intercettazione telefonica e il diritto alla riservatezza: introduzione, legge 8 aprile 1974, n. 98, commentata con i lavori preparatori.
- Istituzioni di diritto e procedura penale: corso di lezioni per gli studenti di scienze politiche;
- L'ordine dell'autorità nel diritto penale;
- Prospettive per un diritto penale europeo: 4. Convegno di diritto penale, Bressanone, 1967;
- Scritti giuridici: 1966-1980;
- Teologia morale e diritto penale;
- Gli ultimi scritti 1980-1982 e la lezione di congedo 6-5-1982.

Si tratta di libri sui quali si sono formate generazioni di penalisti e processualpenalisti.

## Attività politica
Già in epoca fascista fu autore di una coraggiosa posizione accademica, ostile alla diffusione delle teorie razziste di fonte germanica. Durante la guerra sostenne che "il diritto deve essere restituito alla morale".

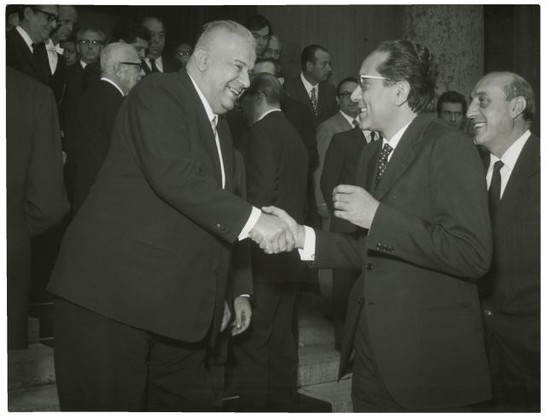
Giuseppe Bettiol saluta Emilio Colombo in occasione del 25º anniversario della Costituente, 1971

Dopo aver preso parte alla Consulta nazionale ed all'Assemblea costituente, fu presidente della Commissione giustizia della Camera dei deputati nella prima legislatura. Proseguì per i successivi decenni, fino al 4 luglio 1976, la sua attività parlamentare nel gruppo della Democrazia Cristiana.
Sempre nel 1953 fu Ministro della pubblica istruzione, e nel 1959 fu Ministro per i Rapporti col Parlamento nel II Governo Segni.
Rieletto nel 1958 e nel 1963, nel 1968 passò al Senato, dove fu rieletto nel 1972. Ivi concluse la sua esperienza parlamentare come Presidente della Giunta delle elezioni e delle immunità parlamentari.